# Shinhwa
Shinhwa (hangul: 신화) är ett sydkoreanskt pojkband bildat 1998 av SM Entertainment som  först var aktiva mellan åren 1998 och 2008, men som är aktiva igen sedan 2012.
Gruppen består av de sex medlemmarna Eric, Minwoo, Dongwan, Hyesung, Jun Jin och Andy.

## Medlemmar
| Artistnamn    | Artistnamn | Födelsenamn     | Födelsenamn | Födelsedatum     |
| Romanisering  | Hangul     | Romanisering    | Hangul      | Födelsedatum     |
| ------------- | ---------- | --------------- | ----------- | ---------------- |
| Eric          | 에릭       | Mun Junghyuk    | 문정혁      | 16 februari 1979 |
| Lee Min-woo   | 이민우     | Lee Min-woo     | 이민우      | 28 juli 1979     |
| Kim Dong-wan  | 김동완     | Kim Dong-wan    | 김동완      | 21 november 1979 |
| Shin Hye-sung | 신혜성     | Jung Pil-gyo    | 정필교      | 27 november 1979 |
| Jun Jin       | 전진       | Park Choong-jae | 박충재      | 19 augusti 1980  |
| Andy          | 앤디       | Lee Sun-ho      | 이선호      | 21 januari 1981  |

## Diskografi

### Album
| Albuminformation                                                | Topplacering          | Topplacering   |
| Albuminformation                                                | Sydkorea (Gaon Chart) | Japan (Oricon) |
| Koreanska                                                       | Koreanska             | Koreanska      |
| --------------------------------------------------------------- | --------------------- | -------------- |
| Resolver (Studioalbum) - Släppt: 19 april 1998                  | —                     | —              |
| T.O.P (Studioalbum) - Släppt: 5 april 1999                      | 3                     | —              |
| Only One (Studioalbum) - Släppt: 27 maj 2000                    | 1                     | —              |
| Hey, Come On! (Studioalbum) - Släppt: 28 juni 2001              | 3                     | —              |
| Perfect Man (Studioalbum) - Släppt: 29 mars 2002                | 1                     | 99             |
| Wedding (Studioalbum) - Släppt: 27 december 2002                | 3                     | 100            |
| Winter Story (Studioalbum) - Släppt: 30 december 2003           | 3                     | 253            |
| Brand New (Studioalbum) - Släppt: 27 augusti 2004               | 1                     | 100            |
| Winter Story 2004–2005 (Studioalbum) - Släppt: 18 december 2004 | 3                     | 158            |
| Summer Story 2005 (EP-skiva) - Släppt: 5 augusti 2005           | —                     | —              |
| State of the Art (Studioalbum) - Släppt: 10 maj 2006            | 1                     | —              |
| Winter Story 2006–2007 (EP-skiva) - Släppt: 25 januari 2007     | 2                     | —              |
| Winter Story 2007 (EP-skiva) - Släppt: 5 december 2007          | 1                     | —              |
| Volume 9 (Studioalbum) - Släppt: 3 april 2008                   | 1                     | 155            |
| The Return (Studioalbum) - Släppt: 22 mars 2012                 | 3                     | —              |
| The Classic (Studioalbum) - Släppt: 15 maj 2013                 | 2                     | —              |
| We (Studioalbum) - Släppt: 23 februari 2015                     | 2                     | —              |
| Unchanging: Part 1 Orange (EP-skiva) - Släppt: 29 november 2016 | 2                     | —              |
| Unchanging: Touch (Studioalbum) - Släppt: 2 januari 2017        | 2                     | —              |
| Japanska                                                        |                       |                |
| Inspiration #1 (Studioalbum) - Släppt: 16 augusti 2006          | —                     | 5              |

### Singlar
| År        | Titel                            | Topplacering          | Topplacering   |
| År        | Titel                            | Sydkorea (Gaon Chart) | Japan (Oricon) |
| Koreanska | Koreanska                        | Koreanska             | Koreanska      |
| --------- | -------------------------------- | --------------------- | -------------- |
| 1998      | "Resolver"                       | —                     | —              |
| 1998      | "Eusha! Eusha!"                  | —                     | —              |
| 1998      | "Sharing Forever"                | —                     | —              |
| 1999      | "T.O.P. (Twinkling of Paradise)" | —                     | —              |
| 1999      | "Yo! (Brat Report)"              | —                     | —              |
| 2000      | "Only One"                       | —                     | —              |
| 2000      | "All Your Dreams"                | —                     | —              |
| 2000      | "First Love"                     | —                     | —              |
| 2000      | "Wedding March (Your Side)"      | —                     | —              |
| 2001      | "Hey, Come On!"                  | —                     | —              |
| 2001      | "Wild Eyes"                      | —                     | —              |
| 2001      | "Wedding"                        | —                     | —              |
| 2001      | "Addiction (Deep Sorrow)"        | —                     | —              |
| 2002      | "My Life Style"                  | —                     | —              |
| 2002      | "Perfect Man"                    | —                     | —              |
| 2002      | "I Pray 4 U"                     | —                     | —              |
| 2004      | "Young Gunz"                     | —                     | —              |
| 2004      | "How Do I Say?"                  | —                     | —              |
| 2004      | "Brand New"                      | —                     | —              |
| 2004      | "Fever (Crazy)"                  | —                     | —              |
| 2004      | "Oh!"                            | —                     | —              |
| 2004      | "Angel"                          | —                     | —              |
| 2004      | "2gether 4ever"                  | —                     | —              |
| 2005      | "Hey, Dude"                      | —                     | —              |
| 2006      | "Once in a Lifetime"             | —                     | —              |
| 2006      | "Throw My Fist"                  | —                     | —              |
| 2006      | "You're My Everything"           | —                     | —              |
| 2008      | "Just One More Time..."          | —                     | —              |
| 2008      | "Run"                            | —                     | —              |
| 2008      | "Evidence (Destiny of Love)"     | —                     | —              |
| 2012      | "Venus"                          | 6                     | —              |
| 2013      | "This Love"                      | 3                     | —              |
| 2015      | "Memory"                         | 15                    | —              |
| 2015      | "Sniper"                         | 3                     | —              |
| 2016      | "Orange"                         | 42                    | —              |
| 2017      | "Touch"                          | 4                     | —              |
| Japanska  |                                  |                       |                |
| 2006      | "We Have the Sun in Our Hearts"  | —                     | 9              |